# Azolo
Con il termine azolo si identifica un particolare tipo di sabbia grigio-nera, aspra e a spigoli vivi, tipico dell'area dell'Etna, in Provincia di Catania.

## Origine
L'azolo trae origine da terreni di tipo agricolo rimasti sepolti sotto una colata lavica, avendone come conseguenza una metamorfosi determinata dalle elevate temperature della lava stessa.

## Usi
L'azolo è utilizzato nell'area come componente della malta e sotto le colate laviche della zona etnea, in particolare quelle risalenti al XVI-XVII secolo, sono state scavate gallerie, di solito lunghe qualche centinaio di metri, per permetterne l'estrazione.
Una delle più note è la cosiddetta Grotta della Leucatìa, ubicata nel comune di Sant'Agata li Battiati, una cavità pressoché circolare sostenuta artificialmente da alcuni pilastri in muratura, scavata per l'approvvigionamento dell'azolo necessario alla costruzione della vicina Villa Leucatìa.
Inoltre l'azolo di tipo più fine può essere usata in agricoltura come fertilizzante, con ottimi risultati, nella proporzione di un chilo ogni metro quadro di terra, gran parte della provincia di Catania è particolarmente fertile anche grazie alle frequenti eruzioni vulcaniche dell'Etna con conseguente dispersione di cenere lavica.